# Metal Gear Acid & Acid 2 Original Soundtrack
Metal Gear Acid & Acid 2 Original Soundtrack – ścieżka dźwiękowa do gier Metal Gear Acid i Metal Gear Acid 2 wydana przez Sony Music 21 grudnia 2005 roku. Muzyka była tworzona przez Akihirę Hondę, Hiroshiego Tanabę, Nobukę Todę, oraz Shuichiego Koboriego.

## Lista utworów[2]
| #  | Tytuł                   | Kompozytor, kompozytorzy                   | Długość |
| -- | ----------------------- | ------------------------------------------ | ------- |
| 1  | Metal Gear Ac!d         | Shuichi Kobori                             | 0:52    |
| 2  | Intermission            | Shuichi Kobori                             | 0:58    |
| 3  | Conspiracy              | Nobuko Toda                                | 1:49    |
| 4  | NEKAL Commercial        | Nobuko Toda                                | 0:08    |
| 5  | On Alert                | Shuichi Kobori                             | 0:59    |
| 6  | Leone                   | Nobuko Toda                                | 1:36    |
| 7  | Briefing                | Shuichi Kobori                             | 1:06    |
| 8  | Elsie & Francis         | Nobuko Toda                                | 1:37    |
| 9  | First Mission           | Shuichi Kobori                             | 1:23    |
| 10 | Undercover Action       | Shuichi Kobori                             | 1:39    |
| 11 | Control Office          | Shuichi Kobori                             | 1:29    |
| 12 | Egersis                 | Nobuko Toda                                | 1:55    |
| 13 | Minette                 | Nobuko Toda                                | 1:07    |
| 14 | Dream Land              | Shuichi Kobori                             | 1:46    |
| 15 | BRC                     | Shuichi Kobori                             | 1:29    |
| 16 | Ritual Of The Swarm     | Nobuko Toda                                | 1:32    |
| 17 | Leone Forces            | Shuichi Kobori                             | 1:37    |
| 18 | Residential Quarters    | Shuichi Kobori                             | 1:25    |
| 19 | Power House             | Shuichi Kobori                             | 1:51    |
| 20 | Interval Of Dark        | Shuichi Kobori                             | 1:45    |
| 21 | Niko²                   | Nobuko Toda                                | 1:37    |
| 22 | FAR                     | Shuichi Kobori                             | 1:29    |
| 23 | La Clown                | Shuichi Kobori                             | 1:53    |
| 24 | Death Of Swallowtail    | Nobuko Toda                                | 1:10    |
| 25 | Frisson                 | Shuichi Kobori                             | 1:38    |
| 26 | Metal Gear !?           | Nobuko Toda                                | 1:29    |
| 27 | Vs. Metal Gear          | Shuichi Kobori, Nobuko Toda, Akihiro Honda | 3:38    |
| 28 | Alice                   | Nobuko Toda                                | 1:33    |
| 29 | Roger's Confession      | Nobuko Toda                                | 1:59    |
| 30 | End Title               | Shuichi Kobori, Nobuko Toda, Akihiro Honda | 3:42    |
| 31 | MGS1 Pack               | Nobuko Toda                                | 0:23    |
| 32 | MGS2 Pack               | Nobuko Toda                                | 0:29    |
| 33 | MGS3 Pack               | Nobuko Toda                                | 0:34    |
| 34 | Chronicle Pack          | Nobuko Toda                                | 0:32    |
| 35 | Link Battle             | Shuichi Kobori                             | 1:48    |
| 36 | Link Battle Rush        | Shuichi Kobori                             | 0:43    |
| 37 | Sweeties                | Nobuko Toda                                | 0:40    |
| 38 | Mission Start           | Shuichi Kobori                             | 0:07    |
| 39 | Mission Failed          | Shuichi Kobori                             | 0:07    |
| 40 | Mission Complete        | Shuichi Kobori                             | 0:07    |
| 41 | Metal Gear - Remix      | Shuichi Kobori                             | 2:00    |
| 42 | Sound Effects (dodatek) | Masashi Watanabe, Ryoji Makimura           | 3:03    |

| #   | Nazwa utworu                 | Kompozytor, kompozytorzy                   | Długość |
| --- | ---------------------------- | ------------------------------------------ | ------- |
| 1.  | Metal Gear Acid 2            | Shuichi Kobori                             | 1:23    |
| 2.  | Intermission                 | Shuichi Kobori                             | 1:05    |
| 3.  | VR Training                  | Shuichi Kobori                             | 1:33    |
| 4.  | Flight                       | Nobuko Toda                                | 1:44    |
| 5.  | Touch & Go                   | Shuichi Kobori                             | 1:21    |
| 6.  | Willing to Hear Me Out Now?  | Shuichi Kobori                             | 2:05    |
| 7.  | Opening Title                | Akihiro Honda, Hiroshi Tanabe              | 1:30    |
| 8.  | StrateLogic Inc.             | Akihiro Honda                              | 1:31    |
| 9.  | Control Section              | Akihiro Honda                              | 1:33    |
| 10. | B.B.                         | Nobuko Toda                                | 1:15    |
| 11. | Research Block               | Akihiro Honda, Hiroshi Tanabe              | 2:04    |
| 12. | Single Action                | Akihiro Honda                              | 0:59    |
| 13. | Takiyama & Lucy              | Nobuko Toda                                | 1:38    |
| 14. | Security Unit                | Hiroshi Tanabe                             | 1:16    |
| 15. | Test Subject Awakens         | Akihiro Honda, Hiroshi Tanabe              | 0:41    |
| 16. | Test Subject Burns           | Akihiro Honda                              | 1:54    |
| 17. | Venus                        | Nobuko Toda                                | 1:45    |
| 18. | Playtime                     | Shuichi Kobori                             | 1:42    |
| 19. | Seeking Takiyama             | Akihiro Honda                              | 1:17    |
| 20. | The Essence of Vince         | Shuichi Kobori                             | 1:51    |
| 21. | Track Tracking               | Akihiro Honda, Hiroshi Tanabe              | 1:20    |
| 22. | Locomotive Motion            | Hiroshi Tanabe                             | 1:00    |
| 23. | Revenge of Koppelthorn       | Nobuko Toda                                | 1:21    |
| 24. | Destruction                  | Shuichi Kobori                             | 1:29    |
| 25. | Residential Area             | Akihiro Honda                              | 1:34    |
| 26. | Memories                     | Akihiro Honda                              | 1:19    |
| 27. | Back-to-Back                 | Akihiro Honda, Hiroshi Tanabe              | 1:35    |
| 28. | Metal Gear Prototype Factory | Akihiro Honda, Hiroshi Tanabe              | 1:31    |
| 29. | Resurrection                 | Akihiro Honda, Shuichi Kobori              | 1:43    |
| 30. | ???                          | Akihiro Honda                              | 1:35    |
| 31. | Farewell, Vince              | Shuichi Kobori                             | 1:50    |
| 32. | Like a Flood                 | Akihiro Honda, Nobuko Toda                 | 1:35    |
| 33. | Chaioth Ha Qadesh            | Akihiro Honda, Hiroshi Tanabe              | 1:58    |
| 34. | We Can Become One            | Nobuko Toda                                | 1:45    |
| 35. | Lucy & Chaioth Ha Qadesh     | Akihiro Honda, Nobuko Toda                 | 2:09    |
| 36. | Hypocrisy                    | Shuichi Kobori                             | 0:53    |
| 37. | Test Subjects Duality        | Akihiro Honda, Hiroshi Tanabe              | 2:18    |
| 38. | The Great Escape             | Shuichi Kobori                             | 1:29    |
| 39. | End Title                    | Akihiro Honda, Shuichi Kobori, Nobuko Toda | 4:19    |
| 40. | See That, Snake?             | Nobuko Toda                                | 1:33    |
| 41. | My Love                      | Nobuko Toda                                | 1:08    |
| 42. | Information Fanfare          | Nobuko Toda                                | 0:06    |
| 43. | Opening Title (Remix)        | Akihiro Honda, Hiroshi Tanabe              | 2:09    |